# Liste der Monuments historiques in Le Val-d’Esnoms
Die Liste der Monuments historiques in Le Val-d’Esnoms führt die Monuments historiques in der französischen Gemeinde Le Val-d’Esnoms auf.

## Liste der Immobilien
| Bezeichnung             | Beschreibung                                                                    | Standort                            | Kennzeichnung | Schutzstatus | Datum | Bild |
| ----------------------- | ------------------------------------------------------------------------------- | ----------------------------------- | ------------- | ------------ | ----- | ---- |
| Château de Chatoillenot | Schlossanlage, 1771, mit Einfriedung, Terrasse, einem Pavillon und einer Brücke | Chatoillenot, rue du Château (Lage) | PA00079256    | Inscrit      | 1988  |      |

## Liste der Objekte
| Bezeichnung                               | Beschreibung                                                                                               | Standort                                                | Kennzeichnung | Schutzstatus | Datum | Bild |
| ----------------------------------------- | --- | ------------------------------------------------------- | ------------- | ------------ | ----- | ---- |
| Skulptur Madonna mit Kind (1)             | Aufsatz eines Prozessionsstabs; Holz, farbig gefasst und vergoldet, 18. Jahrhundert                        | Chatoillenot, in der Kirche St-Étienne (Lage)           | PM52001715    | Inscrit      | 1975  |      |
| Gemälde Steinigung des heiligen Stefan    | Ölfarbe auf Leinwand, Ende des 18. Jahrhunderts                                                            | Esnoms-en-Val, in der Kirche St-Valère (Lage)           | PM52001190    | Classé       | 1976  |      |
| Hauptaltar (1)                            | Altartisch und Retabel; Holz, farbig gefasst und vergoldet, 18. Jahrhundert                                | Esnoms-en-Val, in der Kirche St-Valère (Lage)           | PM52001192    | Classé       | 1976  |      |
| Skulptur eines Apostels                   | Holz, weiß übertüncht, 17. Jahrhundert                                                                     | Courcelles-Val-d’Esnoms, in der Kirche St-Michel (Lage) | PM52001759    | Inscrit      | 1975  |      |
| Gemälde Petrus verleugnet Christus        | Ölfarbe auf Leinwand, erste Hälfte des 17. Jahrhunderts, Claude Vignon oder seiner Werkstatt zugeschrieben | Esnoms-en-Val, in der Kirche St-Valère (Lage)           | PM52001189    | Classé       | 1975  |      |
| Tabernakel und Exposition des Hauptaltars | Holz, farbig gefasst und vergoldet, 18. Jahrhundert                                                        | Chatoillenot, in der Kirche St-Étienne (Lage)           | PM52001717    | Inscrit      | 1975  |      |
| Skulptur Heiliger Rochus                  | Holz, farbig gefasst und vergoldet, 19. Jahrhundert                                                        | Courcelles-Val-d’Esnoms, in der Kirche St-Michel (Lage) | PM52001761    | Inscrit      | 1975  |      |
| Skulptur Heiliger Desiderius              | Kalkstein, 16. Jahrhundert                                                                                 | Chatoillenot, in der Kirche St-Étienne (Lage)           | PM52001188    | Classé       | 1974  |      |
| Gemälde Die reuige Magdalena              | Ölfarbe auf Leinwand, Ende des 17. Jahrhunderts                                                            | Esnoms-en-Val, in der Kirche St-Valère (Lage)           | PM52001191    | Classé       | 1976  |      |
| Skulptur Heiliger Nikolaus                | Holz, weiß übertüncht, 16. oder 17. Jahrhundert                                                            | Chatoillenot, in der Kirche St-Étienne (Lage)           | PM52001714    | Inscrit      | 1975  |      |
| Osterleuchter                             | Holz, farbig gefasst, 18. Jahrhundert; Verbleib unbekannt                                                  | Courcelles-Val-d’Esnoms, in der Kirche St-Michel (Lage) | PM52001764    | Inscrit      | 1975  |      |
| Triumphbogen                              | Schmiedeeisen, vergoldet, 19. Jahrhundert                                                                  | Esnoms-en-Val, in der Kirche St-Valère (Lage)           | PM52001781    | Inscrit      | 1974  |      |
| Skulptur Madonna mit Kind (2)             | Holz, farbig gefasst und vergoldet, 18. Jahrhundert                                                        | Courcelles-Val-d’Esnoms, in der Kirche St-Michel (Lage) | PM52001758    | Inscrit      | 1974  |      |
| Skulptur Erzengel Michael                 | Holz, farbig gefasst und vergoldet, zweite Hälfte des 18. Jahrhunderts, Antoine Besançon zugeschrieben     | Courcelles-Val-d’Esnoms, in der Kirche St-Michel (Lage) | PM52001760    | Inscrit      | 1975  |      |
| Prozessionskreuz                          | Metall, Mitte des 19. Jahrhunderts; Verbleib unbekannt                                                     | Courcelles-Val-d’Esnoms, in der Kirche St-Michel (Lage) | PM52001762    | Inscrit      | 1975  |      |
| Kandelaber                                | Schmiedeeisen, 18. Jahrhundert                                                                             | Courcelles-Val-d’Esnoms, in der Kirche St-Michel (Lage) | PM52001763    | Inscrit      | 1975  |      |
| Skulptur Heiliger Benedikt                | Holz, farbig gefasst, 17. Jahrhundert                                                                      | Esnoms-en-Val, in der Kirche St-Valère (Lage)           | PM52001780    | Inscrit      | 1974  |      |
| Skulptur Mater dolorosa                   | Holz, farbig gefasst und vergoldet, 17. Jahrhundert                                                        | Chatoillenot, in der Kirche St-Étienne (Lage)           | PM52001712    | Inscrit      | 1975  |      |
| Skulptur Johannes Evangelist              | Holz, vergoldet, 17. Jahrhundert                                                                           | Chatoillenot, in der Kirche St-Étienne (Lage)           | PM52001713    | Inscrit      | 1975  |      |
| Hauptaltar (2)                            | Altartisch und Retabel; Holz, farbig gefasst, 18. Jahrhundert                                              | Chatoillenot, in der Kirche St-Étienne (Lage)           | PM52001716    | Inscrit      | 1975  |      |